# Otis Rush

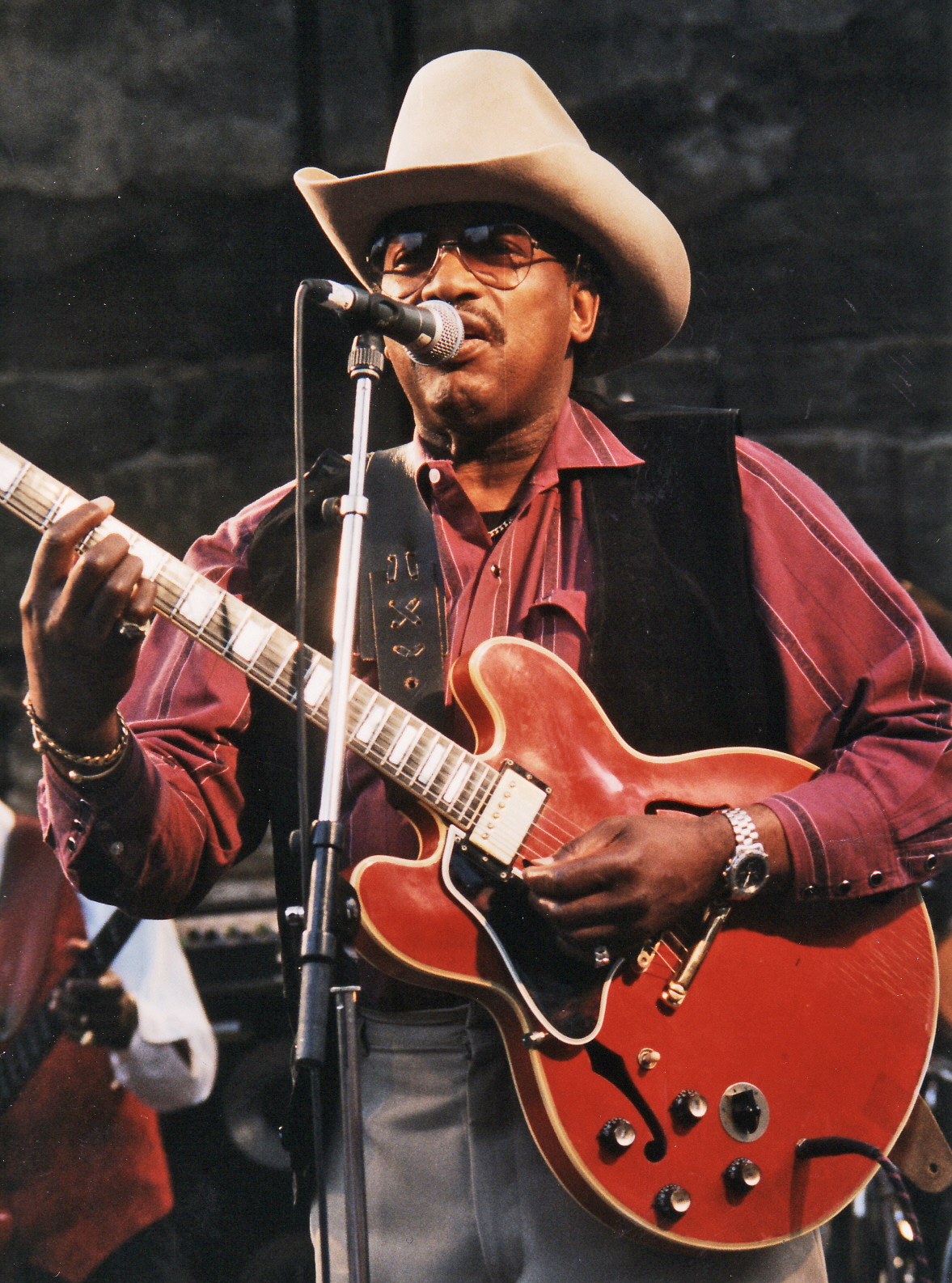
Otis Rush på norska Notodden Blues Festival 1997.

Otis Rush, född 29 april 1935 i Philadelphia i Neshoba County i Mississippi, död 29 september 2018 i Chicago, var en amerikansk bluesgitarrist, sångare och låtskrivare. Hans stil brukar räknas till Chicagobluesen, där Buddy Guy är en av de främsta företrädarna. Rush var vänsterhänt, men spelade ändå på gitarrer för högerhänta som han då höll upp och ner.
Han fick ett genombrott 1956 med sin första singel "I Can't Quit You Baby", skriven av Willie Dixon och lanserad av Cobra Records. Han gjorde flera singlar för bolaget, bland dem "Double Trouble" och "All Your Love (I Miss Loving)", fram till dess konkurs 1959. Rush spelade sedan in singlar för ett flertal skivbolag som Chess Records, Duke Records och Vanguard, men hans egentliga albumdebut Mourning in the Morning dröjde till 1969.
1999 tilldelades han en Grammy i kategorin "Best Traditional Blues Album" för Any Place I'm Going. Rush släppte album och uppträdde mycket live fram till 2004 då han drabbades av en stroke och tvingades dra ner på aktiviteten.

## Diskografi, album
- 1969 Mourning in the Morning
- 1974 Screamin' and Cryin'
- 1975 Cold Day in Hell
- 1976 So Many Roads
- 1976 Right Place, Wrong Time
- 1978 Troubles Troubles
- 1988 Tops
- 1989 Blues Interaction – Live in Japan 1986
- 1991 Lost in the Blues
- 1993 Live in Europe
- 1994 Ain't Enough Comin' In
- 1998 Any Place I'm Going
- 2006 Live...and in Concert from San Francisco
- 2009 Chicago Blues Festival 2001